# Bimber

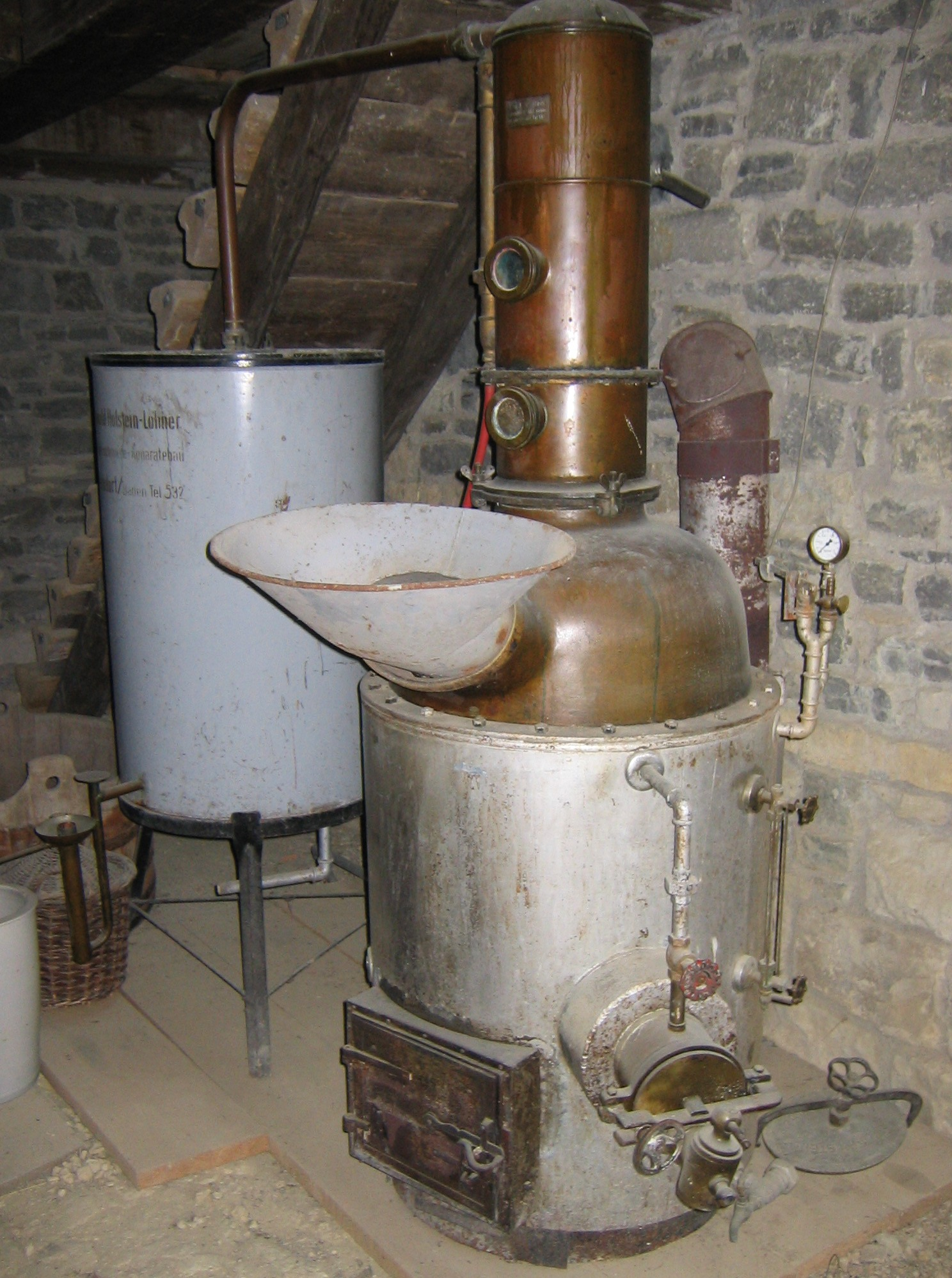
Aparatura do pędzenia bimbru na dużą skalę

Bimber (samogon, księżycówka, okowita) – wysokoprocentowy napój alkoholowy produkowany w warunkach amatorskich. Otrzymywany zazwyczaj przez destylację okresową (w odróżnieniu od destylacji ciągłej w gorzelniach przemysłowych) z zacieru z fermentacji alkoholowej. Zależnie od surowców i sposobu oczyszczania bimber różni się zapachem i smakiem. Najczęściej otrzymywany z najtańszych produktów (zboże, ziemniaki, cukierki, cukier, melasa) bez dodatkowej rektyfikacji, jest bezbarwny i ma ostry, nieprzyjemny zapach, ale oczyszczony, najczęściej węglem aktywnym, występujący w mieszankach (np. w ajerkoniaku) daje wrażenie smaku handlowego czystego spirytusu. Bywa zaprawiany sokami owocowymi lub uszlachetniany przez leżakowanie.

## Bezpieczeństwo
Bimber może zawierać szkodliwe zanieczyszczenia lub dodatki, np. w wyniku użycia do destylacji instalacji z elementów nieprzeznaczonych do tego celu, w destylacie mogą być obecne metale ciężkie (np. cynk, miedź, ołów, cyna) wypłukiwane z aparatury. Podczas fermentacji alkoholowej cukrów nie powstaje toksyczny metanol (którego źródłem w destylatach owocowych mogą być np. pektyny, ulegające degradacji podczas fermentacji alkoholowej). Ze względu na brak kontroli istnieje jednak ryzyko, że wytwórca doda do bimbru metanolu dla zwiększenia mocy trunku. Niektóre z zanieczyszczeń bimbru, zwłaszcza lżejsze alkohole i ketony, zawarte także w szlachetniejszych alkoholach produkowanych tradycyjnymi metodami (koniak, whisky, grappa), mogą wpływać pozytywnie na jego smak. Dotyczy to zwłaszcza bimbru pędzonego z owoców i zboża.

## Historia

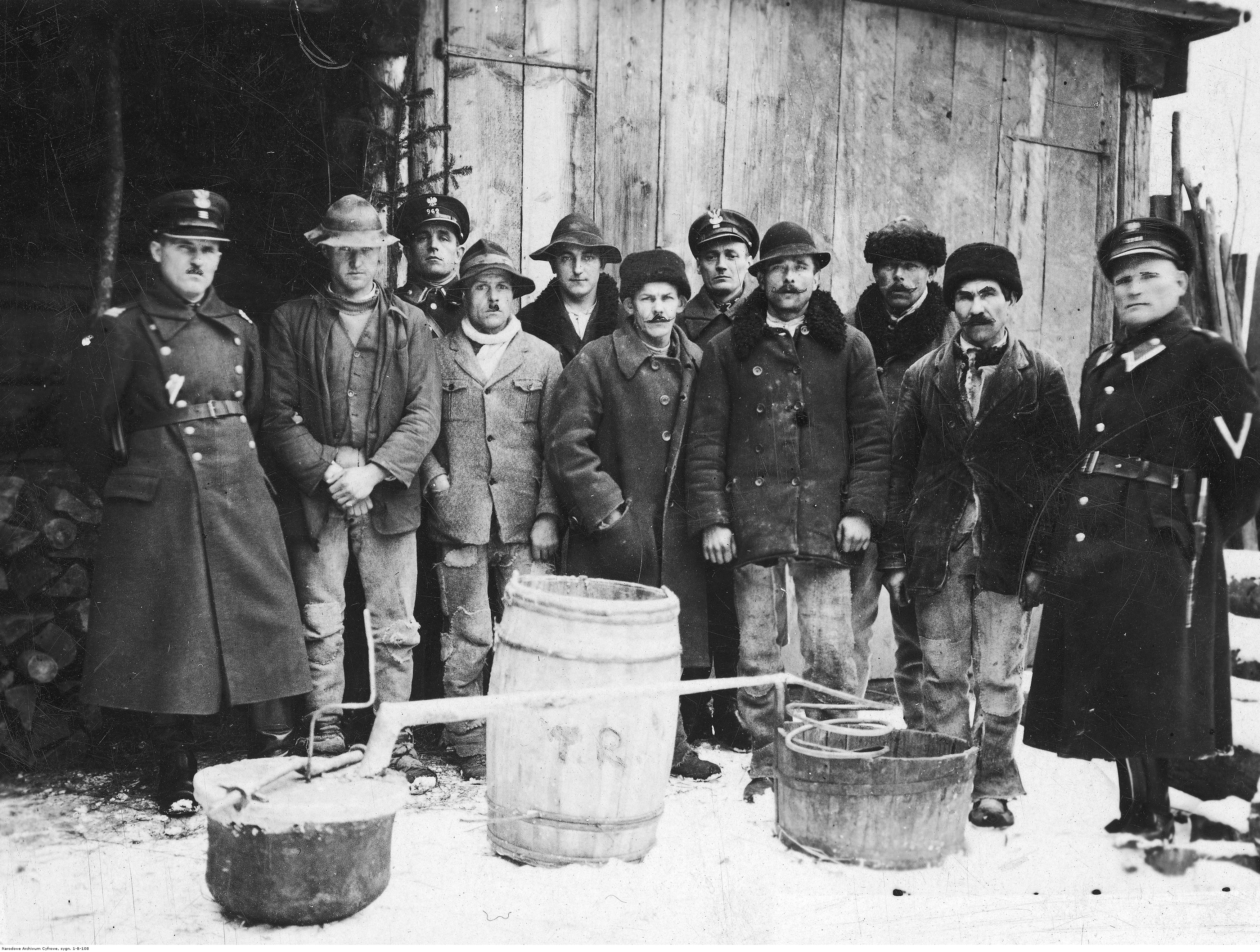
Likwidacja nielegalnej bimbrowni przez funkcjonariuszy Policji Państwowej i Straży Granicznej w Krościenku. Funkcjonariusze Policji Państwowej i Straży Granicznej wśród zatrzymanych (między 1925 a 1939)

W okresie obu wojen światowych i stanu wojennego był częstym zastępczym środkiem płatniczym. Produkowany jest nadal ze względów tradycyjnych i ekonomicznych; jest znacznie tańszy od wódki i alkoholi bazarowych.
Pędzenie bimbru było na ziemiach polskich zakazane i zwalczane co najmniej od połowy XIX wieku. W II Rzeczypospolitej wprowadzono monopol państwa na produkcję spirytualiów, początkowo w wybranych województwach, a następnie na terenie całego kraju. Produkcja bimbru była surowo karana zarówno w II RP i w okresie PRL.

## Aspekty prawne
W Polsce produkcja napojów alkoholowych na sprzedaż jest objęta podatkiem akcyzowym. Zgodnie z ustawą z dnia 2 marca 2001 r. o wyrobie alkoholu etylowego oraz wytwarzaniu wyrobów tytoniowych (Dz.U. z 2024 r. poz. 262) działalność gospodarcza w zakresie wyrobu, oczyszczania, skażania lub odwadniania alkoholu etylowego jest działalnością regulowaną i wymaga wpisu do rejestru podmiotów wykonujących działalność w zakresie wyrobu i przetwarzania alkoholu etylowego. Organem prowadzącym rejestr jest Dyrektor Generalny Krajowego Ośrodka Wsparcia Rolnictwa.
Kwestia legalności produkcji bimbru na własny użytek była dość długo kwestią prawnie dyskusyjną. 15 maja 2004 w gazecie „Rzeczpospolita” ukazał się artykuł W. Wróbla „Legalny bimber”, w którym autor sugerował, że w świetle wówczas obowiązującej ustawy o wyrobie alkoholu etylowego tego rodzaju działalność jest legalna. 
W uchwale z dnia 30 listopada 2004 Izba Karna Sądu Najwyższego orzekła co następuje:
„Znamiona przestępstwa z art. 12a ust. 1 ustawy z dnia 2 marca 2001 roku o wyrobie alkoholu etylowego oraz wytwarzaniu wyrobów tytoniowych (Dz.U. z 2001 r. nr 31, poz. 353) wypełnia również wyrabianie alkoholu etylowego na własny użytek.”
– co praktycznie znaczy, że produkcja bimbru na własny użytek jest czynem prawnie zabronionym i podlega grzywnie, karze ograniczenia wolności albo pozbawienia wolności do lat 3 (od 6 miesięcy do 5 lat w przypadku produkcji znacznych ilości).
22 grudnia 2006 weszła w życie ustawa z dnia 18 października 2006 o wyrobie napojów spirytusowych oraz o rejestracji i ochronie oznaczeń geograficznych napojów spirytusowych (Dz.U. z 2023 r. poz. 1584), która wprowadza przepisy zgodne z obowiązującymi w Unii Europejskiej. W nowej ustawie znalazł się jednak art. 1 ust. 2 mówiący, że nie stosuje się jej wobec napojów wytworzonych domowym sposobem i nieprzeznaczonych do obrotu, a w ust. 3 – że napoje, o których mowa w ust. 2 nie mogą być wytwarzane bezpośrednio w wyniku destylacji po fermentacji alkoholowej. Art. 44 tej samej ustawy mówi, iż wyrabianie napojów spirytusowych bez odpowiedniego wpisu do rejestru jest zakazane i podlega karze (tak jak do tej pory, do 1 roku pozbawienia wolności), a wyrabianie ich w znacznych ilościach, karze odpowiednio surowszej (do 2 lat), przy czym sprzęt służący do wyrobu tych napojów podlegać może z wyroku sądu konfiskacie niezależnie od tego, czyją jest własnością.